# Стюарт Бакстер
Стюарт Бакстер (англ. Stuart Baxter, нар. 16 серпня 1953, Вулвергемптон) — шотландський футболіст, що грав на позиції півзахисника. По завершенні ігрової кар'єри — тренер, відомий роботою з низкою клубних команд, а також збірними Фінляндії та Південно-Африканської Республіки.

## Ігрова кар'єра
Народився 16 серпня 1953 року в місті Вулвергемптон у родині вихідців із Шотландії. Вихованець футбольної школи клубу «Престон Норт-Енд». Дорослу футбольну кар'єру розпочав 1973 року в основній команді того ж клубу, в якій провів два сезони, взявши участь у 41 матчі чемпіонату. 
Згодом грав за «Моркем», «Данді Юнайтед» та «Стокпорт Каунті», а 1978 пребрався до Австралії, де став гравцем «Саут Мельбурна». Протягом ігрової кар'єри, що тривала до 1984 року, встиг пограти у США за «Сан-Дієго Сокерс», а також у Швеції у складі «Гельсінгборга» та «Еребру».

## Кар'єра тренера

### Початок тренерської роботи
Завершивши ігрову кар'єру, залишився у шведському «Еребру», де очолив юнацьку команду клубу, а протягом частини 1985 року був головним тренером його основної команди.
1986 року працював у Норвегії з місцевим нижчоліговим «Скарпом», після чого отримав запрошення з Португалії від «Віторії» (Сетубал), команду якої тренував протягом 1987 року.
Згодом повернувся до Швеції, де протягом 1988–1991 років очолював тренерський штаб «Гальмстада». А з 1992 по 1997 рік працював у Японії спочатку як головний тренер «Санфречче Хіросіма», а згодом як очільник тренерського штабу «Віссела» (Кобе).

### АІК
1998 року знову повернувся до Швеції, прийнявши пропозицію попрацювати у клубі АІК. У першому ж сезоні привів команду із Стокгольма, яка до його приходу була серед середняків чемпіонату, до перемоги у національній першості. 
Згодом команда непогано виступила у Лізі чемпіонів наступного сезону, де пробилася до групового етапу. У групі шведи отримали досвід боротьби проти «Барселони», «Фіорентини» і лондонського «Арсенала», утім очікувано фінішували останніми у квартеті команд.
На внутрішній арені АІК став володарем Кубка Швеції 1998/99, а в чемпіонаті 1999 року поступився одним турнірним очком «Гельсінгборгу» і фінішував другим. У сезоні 2000 команда досить рано вибула з боротьби за чемпіонство, фінішувавши третєю із 7-очковим відривом від «Гальмстад», після чого британець її залишив.

### Перший досвід роботи зі збірними
Пропрацювавши у 2001 році в Норвегії з «Люном», 2002 року був запрошений Футбольною асоціацією очолити тренерський штаб юнацької збірної Англії (U19).
2004 року отримав перший досвід роботи з дорослими збірними, ставши головним тренером національної команди ПАР. Під його керівництвом команда у статусі запрошеної була учасником Золотого кубка КОНКАКАФ 2005, на якому успішно подолала груповий етап, а у чвертьфіналі лише у серії пенальті поступилася панамцям.
Залишивши ПАР того ж 2005 року, Бакстер повернувся до клубної роботи у вже знайомих йому чемпіонатах — спочатку тренував японський «Віссел» (Кобе), а протягом 2006—2007 років — шведський «Гельсінгборг».

### Збірна Фінляндії
2008 року став головним тренером національної збірної Фінляндії на умовах дворічного контракту. У січні 2009 року контракт було продовжено до завершення відбору на Євро-2012 (листопада 2011 року). 
Утім під керівництвом британця фінська команда демонструвала дуже посередні результати, і вже восени 2010 року, після поразок у важливих відбіркових іграх проти Молдови і Угорщини, вболівальники і преса почали дедалі активніше вимагати звільнення тренера. Сам спеціаліст відмовлявся говорити про відставку, але врешті-решт у листопаді 2010 року Футбольна асоціація Фінляндії була змушена його звільнити.
За період роботи Бакстера у Фінляндії місцева національна команда продемонструвала приголомшиву негативну динаміку у рейтингу збірних ФІФА, опустившись з 33 на 86 позицію.

### 2010-ті роки
У травні 2012 року повернувся до тренерської роботи, очоливши південноафриканську команду «Кайзер Чіфс». Згодом протягом частини 2015 року працював у Туреччині з «Генчлербірлігі», після чого наступного року продовжив роботу у Південній Африці, цього разу із «Суперспорт Юнайтед».
4 травня 2017 року був удруге призначений головним тренером збірної Південної Африки, з якою працював до відставки у серпні 2019 року. Залишив команду невдовзі після Кубка африканських націй 2019, на якому південноафриканці вибулі з боротьби на стадії чвертьфіналів.

## Титули і досягнення

### Як тренера
- Чемпіон Швеції (1):

АІК: 1998
- Володар Кубка Швеції (2):

АІК: 1998-1999
«Гельсінгборг»: 2006